# 現代数学の系譜
現代数学の系譜 (げんだいすうがくのけいふ)は、共立出版から発行された数学書のシリーズ。

## 概略
正田健次郎と吉田洋一の監修でスタートし、当初は全19冊と謳われていた。

## 刊行予定であった当初の計画
A5版・上製函入であった。

### 第1期(10冊)
- 1.コーシー 微分積分学要論
- 2.ペアノ 数の概念について
- 3.ルベーグ 積分・長さおよび面積
- 4.ヒルベルト 数学の問題〈ヒルベルトの問題〉
- 5.ディリクレ, デデキント 整数論講義
- 6.ポアンカレ 常微分方程式〈天体力学より〉
- 7.ヒルベルト 幾何学の基礎; クライン エルランゲン・プログラム
- 8.カントール 超限集合論
- 9.バーンサイド 有限群論
- 10.リーマン, リッチレビ=チビタ, アインシュタイン, マイヤー リーマン幾何とその応用

### 第2期(9冊)
- アーベル, ガロア 群と代数方程式
- ブール 思考の法則
- デデキント, ワイル 連続と無理数
- ラプラス 確率論
- リスティング, ポアンカレ トポロジー
- コーシー, ワイヤシュトラス, リーマン, ワイル 複素函数論の形成
- カルタン 連続群
- フレシェ 抽象空間
- アダマール 偏微分方程式〈コーシー問題〉

## 完成版
出版は1969年から28年間に及んだが計画は難航したため、全14巻15冊として2012年に完結とした。
- 現代数学の系譜1 コーシー 微分積分学要論
- 現代数学の系譜2 ペアノ 数の概念について
- 現代数学の系譜3 ルベーグ 積分・長さおよび面積
- 現代数学の系譜4 ヒルベルト 数学の問題〈ヒルベルトの問題〉増補版
- 現代数学の系譜5 ディリクレ, デデキント 整数論講義
- 現代数学の系譜6 ポアンカレ 常微分方程式〈天体力学の新しい方法〉
- 現代数学の系譜7 ヒルベルト 幾何学の基礎; クライン エルランゲン・プログラム
- 現代数学の系譜8 カントル 超限集合論
- 現代数学の系譜9 バーンサイド 有限群論
- 現代数学の系譜10 リーマン, リッチレビ=チビタ, アインシュタイン, マイヤー リーマン幾何とその応用
- 現代数学の系譜11 アーベル, ガロア 群と代数方程式
- 現代数学の系譜12 ラプラス 確率論―確率の解析的理論―
- 現代数学の系譜13 フレシェ 抽象空間論
- 現代数学の系譜14 アダマール 偏微分方程式 〈コーシー問題と双曲型線形偏微分方程式〉